# Liste der Monuments historiques in Lussac (Gironde)
Die Liste der Monuments historiques in Lussac (Gironde) führt die Monuments historiques in der französischen Gemeinde Lussac auf.

## Liste der Bauwerke
| Bezeichnung           | Beschreibung              | Standort | Kennzeichnung | Schutzstatus | Datum | Bild |
| --------------------- | ------------------------- | -------- | ------------- | ------------ | ----- | ---- |
| Schloss La Tour Ségur | Erbaut im 13. Jahrhundert | (Lage)   | PA33000187    | Inscrit      | 2015  |      |